# Папарацци (фильм, 1998, Франция)
«Папарацци» (фр. Paparazzi) — французский комедийный кинофильм режиссёра Алена Берберяна с Венсаном Линдоном и Патриком Тимзитом в главных ролях.

## Сюжет
Мишель Вердье зарабатывает на жизнь тем, что делает скандальные фотоснимки знаменитостей для журналов. На одной из его фотографий, помещённой на обложке, кроме телезвезды оказывается ещё и скромный охранник стоянки, Франк Бордони, который должен был быть в это время на рабочем месте. Его увольняют, и он отправляется в редакцию журнала, напечатавшего это фото. Там он знакомится с Мишелем, и тот предлагает ему подзаработать, сделав снимки Джонни Холлидея. Но вместо денег Франк получает побои от телохранителей Холлидея, а Мишель — снимки нападения на свободу прессы. Несмотря на это, сотрудничество Мишеля с Франком продолжается, и вскоре Бордони превосходит по беспринципности своего учителя, делая серию фотографий о несчастной любви подруги Мишеля Вердье певицы Сандры. Заканчивается это тем, что она принимает смертельную дозу снотворного…

## В ролях
- Патрик Тимзит[фр.] — Франк Бордони
- Венсан Линдон — Мишель Вердье
- Катрин Фро — Эвелин Бордони, жена Франка
- Изабель Желина[фр.] — Сандра Барток, певица и подруга Мишеля
- Натали Бай — Николь, редактор журнала, подруга Мишеля
- Элиз Тиелрууа[фр.] — Бенедикт
- Дидье Бенуро[фр.] — Дашари, редактор журнала
- В качестве камео в фильме участвовали Изабель Аджани, Патрик Брюэль, Джонни Холлидей, Энрико Масиас, Карла Бруни и другие.

## Художественные особенности
Фильм вышел на экраны 29 апреля 1998 года, менее года после того, как, отчасти по вине папарацци, погибла принцесса Диана, и отношение к такого рода фотографам было самое недоброжелательное. Тем не менее в фильме достаточно беспристрастно описываются различные аспекты работы папарацци.